# Tetjana Šynkarenko
Tetjana Volodymyrivna Šynkarenko (in ucraino Тетяна Володимирівна Шинкаренко?; Černivci, 26 ottobre 1978) è un'ex pallamanista ucraina.

## Palmarès

### Olimpiadi
- 1 medaglia:
  - 1 bronzo (Atene 2004)